# Jerzyn
Jerzyn – wieś położona nad jeziorem Jerzyńskim w Polsce, w województwie wielkopolskim, w powiecie poznańskim, w gminie Pobiedziska. Miejscowość wchodzi w skład sołectwa Złotniczki. W Jerzynie działa klub piłkarski Okoń Jerzyn.

## Historia

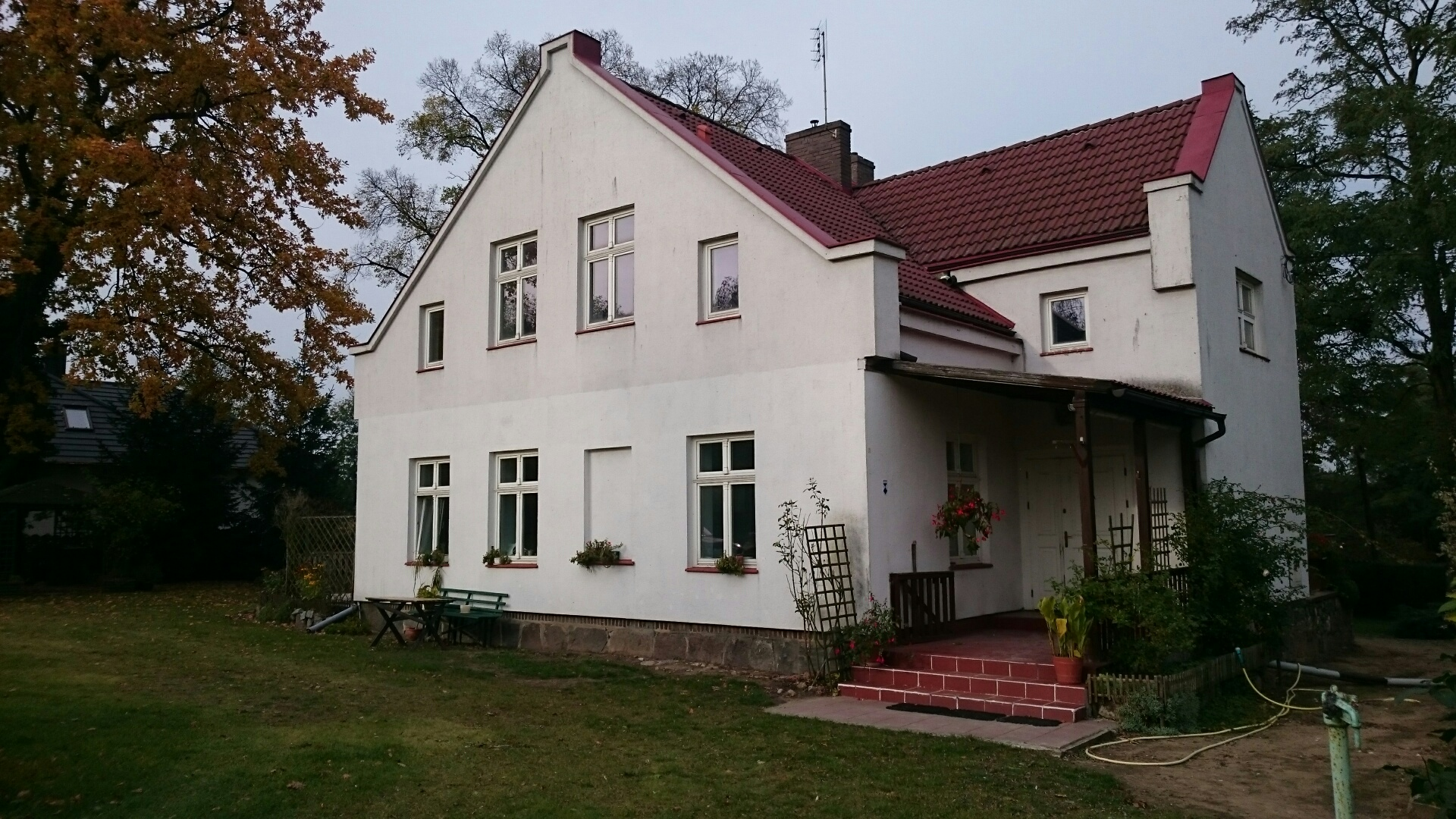
Dwór Chudzińskich

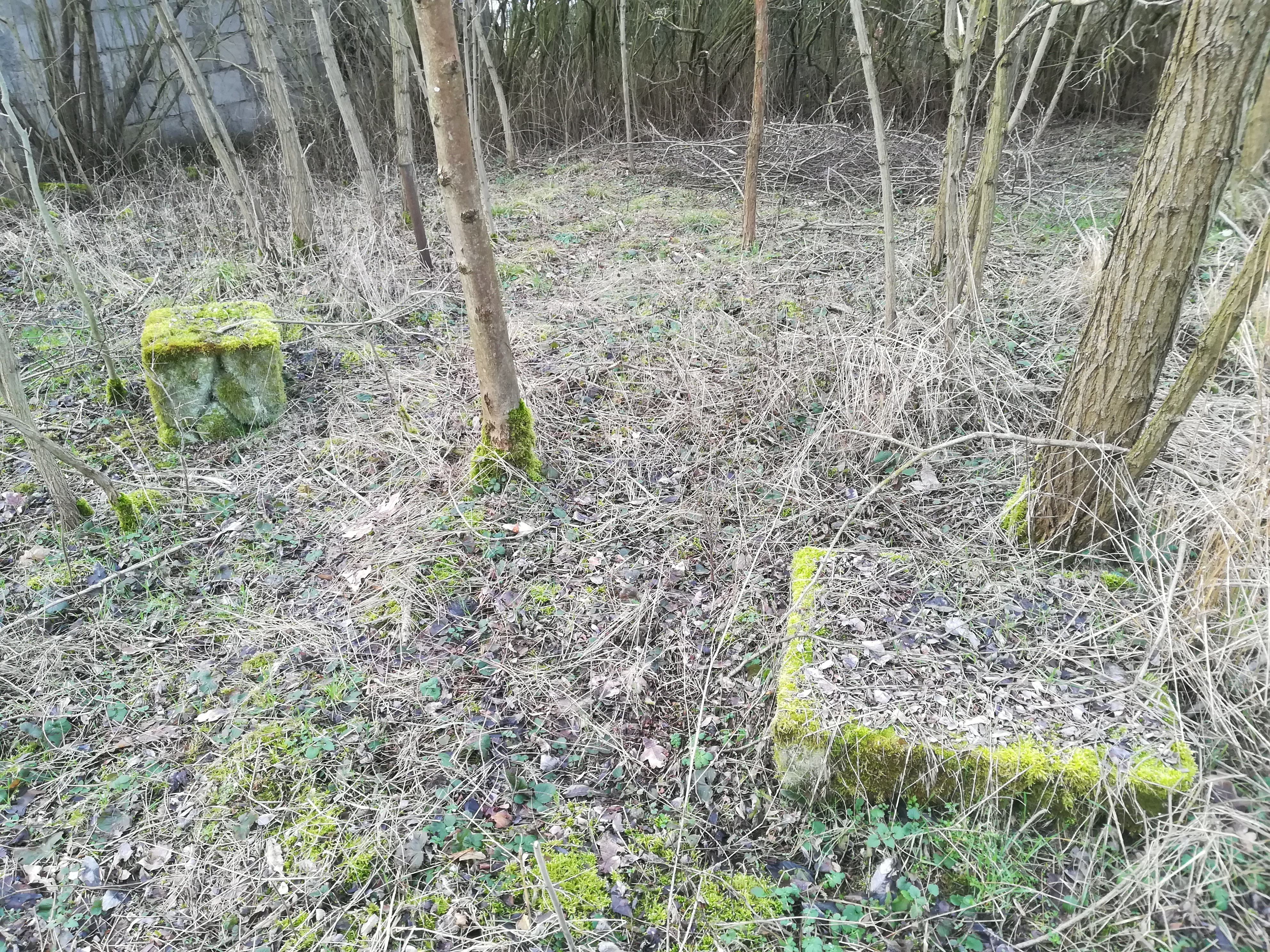
Cmentarz ewangelicki

Pierwsza wzmianka o wsi pojawiła się w 1266. Bolesław Pobożny zezwolił wówczas na lokacje miejscowości i zwolnił ją z podatków na dwanaście lat. Nazwa wywodzi się od imienia Jerzy lub zbliżonego. Wieś królewska Gierzyno należąca do starostwa pobiedziskiego, pod koniec XVI wieku leżała w powiecie gnieźnieńskim województwa kaliskiego. W 1580 właścicielem był Piotr Przecławski. Następnie był to folwark majątku Krześlice. W XIX wieku wykupili go Niemcy, a w 1920 Bank Kwilecki, Potocki i Spółka, który ziemie wsi rozparcelował.
W latach 1975–1998 miejscowość administracyjnie należała do województwa poznańskiego.

## Obiekty
W Jerzynie znajdują się dwa dwory. Oba wzniesione u schyłku XIX wieku. Pierwszy w okresie międzywojennym należał do właścicieli majątku Krześlice – von Brandis. W roku 1926 właścicielem był Bernhard von Brandis. Majątek liczył 100 ha. Obecnie we dworze znajdują się mieszkania. Drugi – mniejszy dwór, przed wojną należał do rodziny Chudzińskich. Majątek liczył 405 mórg magdeburskich. Ostatnim przedwojennym właścicielem był Władysław Chudziński, dyrektor w Ruch S.A. w Poznaniu. Do majątku należało też jezioro. Dwór obecnie znajduje się w rękach prywatnych i jest stopniowo przywracany do pierwotnej formy. Grobowiec rodziny Chudzińskich znajduje się na starym cmentarzu przy spalonym kościele, w pobliskim Wronczynie.
W parku krajobrazowym o powierzchni 4,20 hektara. Rośnie w nim dąb o obwodzie 410 cm i klon o obwodzie 330 cm.
We wsi istnieją ponadto niewielkie pozostałości cmentarza ewangelickiego, założonego około 1870, który ma powierzchnię 0,12 ha i rozplanowanie prostokątne. Znajduje się on w centrum wsi, po północnej stronie drogi prowadzącej do Kołaty. Zachowało się tu dwanaście nagrobków bez tablic (pochowano tu m.in. ludzi o nazwiskach "Michelis" i "Sauer"), część przemieszczona i rozkopana. Przez cmentarz przebiega ścieżka do sąsiadującego gospodarstwa. Prawdopodobnie w 1992 dokonano tutaj ekshumacji zbiorowej mogiły z siedemnastoma ciałami, które przeniesiono na poznański cmentarz Miłostowo, gdzie znajduje się kwatera żołnierzy Wehrmachtu. Z opłotowania nekropolii pozostały nikłe elementy, a teren porastają trawy, bzy i akacja.